# Dunes City
Dunes City est une ville américaine située dans l'État de l'Oregon et dans le comté de Lane. Elle est jumelée avec la ville de Dunes dans le Tarn-et-Garonne.

## Source
- (en) Cet article est partiellement ou en totalité issu de l’article de Wikipédia en anglais intitulé « Dunes City, Oregon » (voir la liste des auteurs).